# قرار مجلس الأمن التابع للأمم المتحدة رقم 1616
قرار مجلس الأمن التابع للأمم المتحدة 1616، المتخذ بالإجماع في 29 تموز / يوليه 2005، بعد الإشارة إلى جميع القرارات السابقة بشأن الحالة في جمهورية الكونغو الديمقراطية، بما في ذلك القرارات 1493 (2003) و 1533 (2004) و 1552 (2004) و 1565 (2004)، 1592 (2005) و 1596 (2005)، مدد المجلس العقوبات المفروضة على البلاد لمدة عام آخر بعد أن لم تمتثل الأطراف المعنية لمطالبه.

## القرار

### أعمال
وإذ يتصرف المجلس بموجب الفصل السابع من ميثاق الأمم المتحدة، فقد لاحظ عدم امتثال الأطراف المعنية في جمهورية الكونغو الديمقراطية لمطالب مجلس الأمن، وبالتالي مدد العقوبات حتى 31 تموز / يوليه 2006 ؛ وسيتم مراجعة التدابير إذا امتثلت الأطراف.

## روابط خارجية
- نص القرار في undocs.org